# 安寅植
安 寅植（アン・インシク、안인식、1891年11月14日 - 1969年3月16日）は、日本統治時代の朝鮮の教育者、儒教系の学者で、字は公鵲（공작）、号は嵋山（미산）、本籍は忠清南道唐津郡（後の唐津市）順城面であった。
「朝鮮儒者の側からの「皇道儒学」論のもっとも中心的な語り手」であったと評されている。

## 生涯
日本統治時代初期には、公立学校の教諭として勤務した教育者であったとされる。
京城高等普通学校に付設された臨時教員養成所（京城師範学校の前身）に学び、東京に赴いて、1925年4月に大東文化学院高等科へ入学し、1929年3月25日に第3期卒業生として卒業した。
1930年代から朝鮮総督府直属の明倫学院講師に任命され、儒教界の代表的な人物として活発に活動した。経学院の司成（사성）と明倫学院の講師、教科用図書調査委員会委員などを兼任した。後には明倫専門学校教授となった。
日中戦争が勃発した1937年に、「時局と吾人の覚醒（시국과 오인의 각성）」という題目の時局演説をしたのを皮切りに、太平洋戦争期間中に、明確な戦争協力行為をおこなった。1944年には総督府発行の雑誌『朝鮮』に「皇道儒学の本領（황도유학의 본령）」という文を発表するなど、著述活動も並行しておこなった。
1942年には、朝鮮中堅儒林聖地参拝団（조선중견유림성지참배단）という団体を組織して団長を務め、日本の神社を聖地と称して巡回参拝した。また、この頃から、「皇道儒学」論について論考を発表するとともに、1943年には朝鮮儒道連合会の教育部長として「皇道精神に基く皇道儒学を確立すること」を新たに綱領に謳った。このほか、参加した団体としては、国民精神総動員朝鮮連盟、国民総力朝鮮連盟、朝鮮臨戦報国団、朝鮮言論報国会などがあった。
1949年5月26日、安寅植は、反民族行為処罰法により反民族行為特別調査委員会に逮捕された。起訴された公判の過程で『皇道儒学概論（황도유학 개론）』のような本を書いた事実について追及されたが、反民特委の活動が妨害される過程で保釈され、解放された。
晩年には、当時の朴正煕政権を支持し、国家再建国民運動における儒教精神の有効性を主張する論文などを発表した。
2008年に民族問題研究所が『親日人名辞典』に収録するために整理した親日人名辞典収録予定者名簿の儒教部門と親日団体部門に含まれ、2009年に親日反民族行為真相糾明委員会が発表した親日反民族行為705人名簿にも収録された。